# Davao City
Davao (Tagalog: Lungsod ng Dabaw; Cebuano: Dakbayan sa Dabaw; Englisch: Davao City) ist eine Stadt der obersten Kategorie auf der philippinischen Insel Mindanao.
Sie hat 1.632.991 Einwohner (Stand 1. August 2015) und ist mit 2.443,61 km² (zum Vergleich: Metro Manila hat 638,55 km²) bei weitem die flächenmäßig größte Stadt der Philippinen und damit auch eine der größten Städte weltweit. Die Bevölkerungsdichte liegt bei 668 Bewohnern pro km².
Bürgermeisterin der Stadt ist seit dem 20. Juni 2016 Sara Duterte-Carpio, die zuvor dieses Amt bereits von 2010 bis 2013 bekleidete. Sie trat damit die Amtsnachfolge ihres Vaters Rodrigo Duterte an, der zuvor über mehrere Amtsperioden von 1988 bis 1998, von 2001 bis 2010 und nochmals von 2013 bis 2016 Bürgermeister von Davao City war und bei der Wahl 2016 zum Präsidenten der Philippinen aufstieg.
Davao City ist die größte Stadt Mindanaos und der Hauptort der nach Manila und Cebu drittgrößten Metropolregion der Philippinen. Sie ist Hauptstadt des Bezirks Davao-Region (oder Region XI) und eine derjenigen philippinischen Städte, die keiner Provinz unterstehen, wobei sie für statistische Zwecke zu Davao del Sur gerechnet wird.

## Namensherkunft
Örtliche Historiker sind der Meinung, die Bezeichnung Davao sei eine phonetische Mischung dreier Wörter aus einer Untergruppe der Bagobo-Volksgruppensprache, die den Fluss Davao bezeichnen. Die einheimischen Obos, die das Hinterland bewohnten, nannten den Fluss Davoh, die Clatta oder Guiangans nannten ihn Duhwow oder Davau und die Tagabawa Bagobos verwendeten das Wort Dabu.
Das Wort davoh aus der Sprache der Obos steht übersetzt für einen Platz „unterhalb der Höhe“. Dies rührt daher, dass ihre Siedlung an der Mündung des Davao-Flusses lag und dort von hohen Hügelzügen umgeben war. Wenn sie gefragt wurden, wohin sie auf ihrem Nachhauseweg gingen, antworteten sie: davoh.
Duhwow wiederum war ein Handelsplatz, an dem die Händler ihre Naturgüter gegen Salz und andere Bedarfsartikel tauschten.
Andere Quellen berichten, der Name stamme ab von dem Wort „Daba-daba“, das für „Feuer“ steht. Danach hätten jesuitische Priester diesen Ort so benannt, da sie in dieser Gegend auffallend viele Flammen und Feuer registrierten.

## Geographie
Davao City liegt im Südosten der Insel Mindanao am Golf von Davao, in den auch der Davao-Fluss mündet. Das Stadtgebiet ist umgeben von der Provinz Davao del Sur im Süden, von Cotabato im Westen, von Bukidnon im Norden und von Davao del Norte im Osten. Im Südosten befindet sich das Küstengebiet der Stadt.
Die Stadt grenzt an den Fuß des höchsten Gipfels des Inselstaates, des Mount Apo. Wendet man sich vom Gipfel in Richtung Osten, so stößt man auf großflächige Ebenen, unberührte Waldgebiete, befahrbare Flüsse, und gelangt schließlich zur glitzernden Metropole.
Allein 50 Prozent des Stadtgebiets ist als bewaldet klassifiziert, während 43 Prozent der agrarwirtschaftlichen Nutzung zur Verfügung stehen. Der Westrand des Stadtgebiets gehört bereits zum Mount Apo Natural Park.

### Stadtgliederung

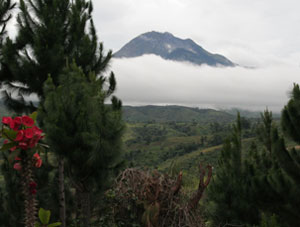
Mount Apo

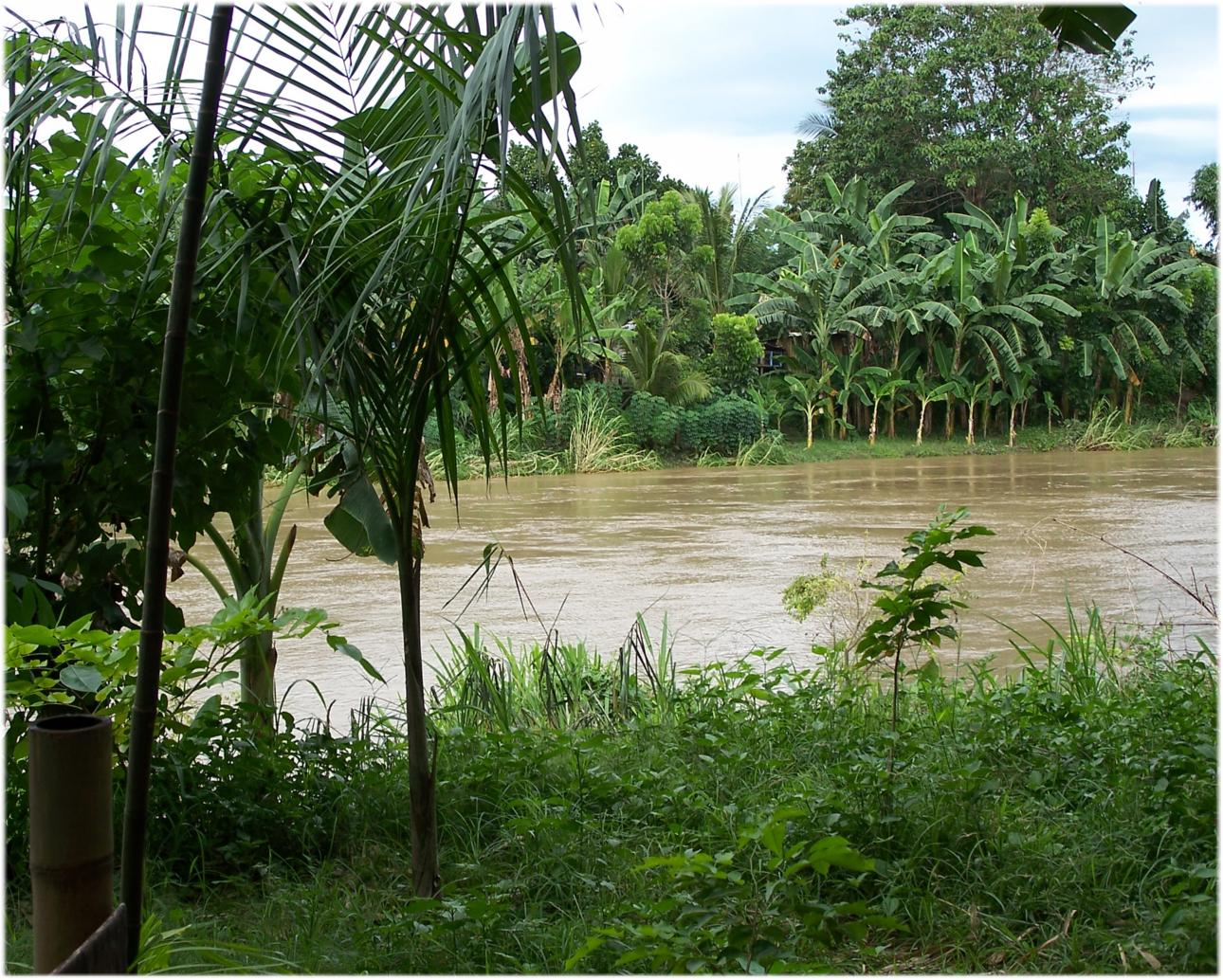
Davao-Fluss in Davao City

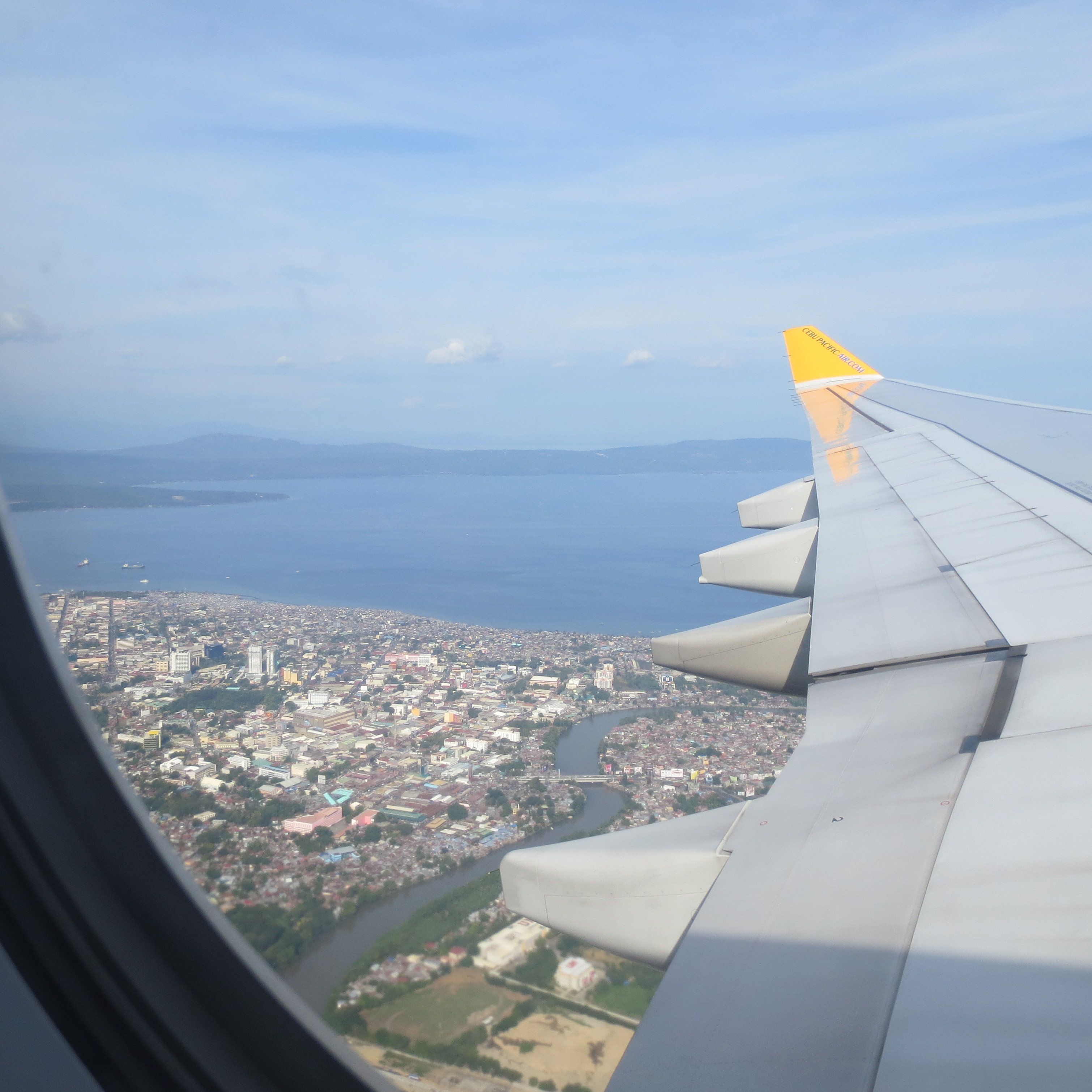
Blick auf das Stadtzentrum und den Davao Fluss

Davao City ist in elf administrative Distrikte gegliedert, die wiederum in 182 Barangays (Ortsteile), die kleinste Verwaltungseinheit der Philippinen, unterteilt sind.
| - Acacia - Agdao - Alambre - Alejandra Navarro - Alfonso Angliongto Sr. - Angalan - Atan-Awe - Baganihan - Bago Aplaya - Bago Gallera - Bago Oshiro - Baguio - Balengaeng - Baliok - Bangkas Heights - Bantol - Baracatan - Barangay 1-A - Barangay 10-A - Barangay 11-B - Barangay 12-B - Barangay 13-B - Barangay 14-B - Barangay 15-B - Barangay 16-B - Barangay 17-B - Barangay 18-B - Barangay 19-B - Barangay 2-A - Barangay 20-B - Barangay 21-C - Barangay 22-C - Barangay 23-C - Barangay 24-C - Barangay 25-C - Barangay 26-C - Barangay 27-C | - Barangay 28-C - Barangay 29-C - Barangay 3-A - Barangay 30-C - Barangay 31-D - Barangay 32-D - Barangay 33-D - Barangay 34-D - Barangay 35-D - Barangay 36-D - Barangay 37-D - Barangay 38-D - Barangay 39-D - Barangay 4-A - Barangay 40-D - Barangay 5-A - Barangay 6-A - Barangay 7-A - Barangay 8-A - Barangay 9-A - Barangay 10-A - Bato - Bayabas - Biao Escuela - Biao Guianga - Biao Joaquin - Binugao - Bucana - Buda - Buhangin - Bunawan - Cabantian - Cadalian - Calinan - Callawa - Camansi - Carmen - Catalunan Grande | - Catalunan Pequeño - Catigan - Cawayan - Centro - Colosas - Communal - Crossing Bayabas - Dacudao - Dalag - Dalagdag - Daliao - Daliaon Plantation - Datu Salumay - Dominga - Dumoy - Eden - Fatima - Gatungan - Gov. Paciano Bangoy - Gov. Vicente Duterte - Gumalang - Gumitan - Ilang - Inayangan - Indangan - Kap. Tomas Monteverde, Sr. - Kilate - Lacson - Lamanan - Lampianao - Langub - Lapu-lapu - Leon Garcia, Sr. - Lizada - Los Amigos - Lubogan | - Lumiad - Ma-a - Mabuhay - Magsaysay - Magtuod - Mahayag - Malabog - Malagos - Malamba - Manambulan - Mandug - Manuel Guianga - Mapula - Marapangi - Marilog - Matina Biao - Matina Pangi - Matina Aplaya - Matina Crossing - Megkawayan - Mintal - Mudiang - Mulig - New Carmen - New Valencia - Pampanga - Panacan - Panalum - Pandaitan - Pangyan - Paquibato - Paradise Embak - Rafael Castillo - Riverside - Salapawan - Salaysay - Saloy | - San Antonio - San Isidro - Santo Niño - Sasa - Sibulan - Sirawan - Sirib - Suawan - Subasta - Sumimao - Tacunan - Tagakpan - Tagluno - Tagurano - Talandang - Talomo - Talomo River - Tamayong - Tambobong - Tamugan - Tapak - Tawan-tawan - Tibuloy - Tibungco - Tigatto - Toril - Tugbok - Tungakalan - Ubalde - Ula - Vicente Hizon Sr. - Waan - Wangan - Wilfredo Aquino - Wines |

### Klima

Klimadiagramm von Davao

Davao City hat ein tropisches Klima, das durch Regenfälle, gleichmäßig hohe Temperaturen und hohe Luftfeuchtigkeit charakterisiert wird. Es gibt keine ausgesprochene Trocken- oder Regenperiode. Die Temperaturen schwanken zwischen 20 und 32 °C bei einer durchschnittlichen Regenmenge von 2.000 mm im Jahr.
Die Stadt liegt außerhalb des Taifungürtels und bleibt deshalb vor starken tropischen Stürmen und Taifunen weitgehend verschont.

## Geschichte
Der spanische Einfluss setzte sich im Gebiet von Davao erst im Jahre 1848 durch, als eine Expedition unter der Leitung von Don Jose Oyanguren eine christliche Siedlung in den Mangrovensümpfen errichtete, die heute das Bolton-Flussufer darstellt.
Das Gebiet von Davao wurde zu dieser Zeit von dem Moro-Oberhaupt Datu Bago regiert, dessen Volk entlang der Ufer des Davao-Flusses lebte. Datu Bago verstand das Eindringen der Spanier als Provokation seiner Machtansprüche. Es kam zum Kampf, der zugunsten der Spaniern ausging. Der Sieg über den herrschenden Datu markierte das Ende des Einflussbereichs der Stammesfürsten dieser Gegend.
Am 27. Februar 1849 war die 1846 begonnene Eroberung von Davao abgeschlossen und Gov. Gen. Claveria verfügte die Aufteilung der Caraga-Provinz. Der nördliche Teil wurde zur Provinz Surigao, den südlichen Abschnitt benannte er zu Ehren seiner spanischen Geburtsstadt „Nueva Guipozcoa“ und bestimmte den Ort Caraga zu deren Hauptstadt. Nueva Guipozcoa wurde später in Davao umbenannt. Uyanguren ernannte sich zum ersten Gouverneur des Gebietes. Seine Ziele für die Entwicklung des Gebietes wurden von ihm jedoch nie erreicht.
Die amerikanische Besatzung startete mit der Ankunft von Major Hunter Ligget im Jahre 1890. Einige Jahre danach, um 1900, landeten die US-Streitkräfte und machten den Weg frei für privat geführte Farmen, und sie unterstützten die Schaffung von Transport- und Kommunikationswegen.
Bereits vor dem Ausbruch des Zweiten Weltkrieges war Davao von vielen japanischen Einwanderern bevölkert, die die agrarwirtschaftliche Entwicklung des Gebietes maßgebend vorantrieben. Ein japanischer Unternehmer namens Kichisaburo Ohta formte weite Teile des fruchtbaren Landes zu großen Abacá- und Kokosnussplantagen. Die erste Welle japanischer Plantagenarbeiter erreichte den Ort um 1903, und es entstand ein kleiner Ortsteil, genannt Little Japan. Hier hatten sie ihre eigenen Schulen, Zeitungen, eine Botschaft sowie einen Shintō-Schrein.
Davao wurde schließlich am 1. März 1937 durch einen Beschluss von Präsident Manuel Quezon zu einer beurkundeten Stadt ernannt.
Im Jahre 1941 besetzten die japanischen Truppen Davao und richteten hier ein regionales Hauptquartier der Besatzungsarmee ein. Die japanische Armee brachte Angst über die Davaoeños, weswegen viele Einwohner in die Außenbezirke der Stadt flüchteten. Nachdem Recht und Ordnung wiederhergestellt waren, kamen die meisten zurück und arrangierten sich mit den neuen Gegebenheiten. Bei der Befreiung Davaos durch die amerikanischen Truppen 1945 war das Stadtgebiet heftig umkämpft. Große Teile der Stadt und der Umgebung wurden dabei zerstört.
1945, nach dem Ende des Zweiten Weltkrieges, kam es zu einer starken Einwanderungswelle aus den Visayas, aus Luzon und anderen Teilen Mindanaos in den Osten Davaos.
Am 8. Mai 1967 wurde das riesige Stadtgebiet durch den Republic Act Nr. 4867, in drei Provinzen aufgeteilt, Davao del Norte, Davao del Sur und Davao Oriental. Die heutige Provinz Davao de Oro gehörte damals noch zu Davao del Norte. Der Stadt blieb das Gebiet im heutigen Ausmaß, und sie genießt einen provinzfreien Status.

## Bevölkerung

### Sprache
Die Mehrzahl der Davaoeños haben Cebuano als Muttersprache, vielen auch als Visayan oder Bisayan bekannt. Filipino (Tagalog) steht an zweiter Stelle, knapp hinter den verschiedenen Visayan-Dialekten. Dagegen werden die Sprachen, die sich ursprünglich in dem Gebiet entwickelt hatten, nur mehr von Minderheiten beherrscht. Englisch wird in den Schulen als Lehrsprache benutzt und ist somit allgemein verbreitet, vor allem bei Geschäftsleuten und Akademikern.
Eine Mischung aus Cebuano (Visayan) und Tagalog mit Einflüssen von Englisch und Spanisch hat sich zu einer Gesellschaftssprache entwickelt, die vor allem von den jüngeren Generationen verwendet wird.

### Religion
Die Anhänger der römisch-katholischen Konfession sind mit 83,83 Prozent die dominante religiöse Gruppe in Davao (Dabaw), gefolgt von anderen christlichen Gruppen (15 Prozent). Die restlichen 1,17 Prozent gehören anderen Religionen wie dem Islam oder dem Buddhismus an.

## Politik

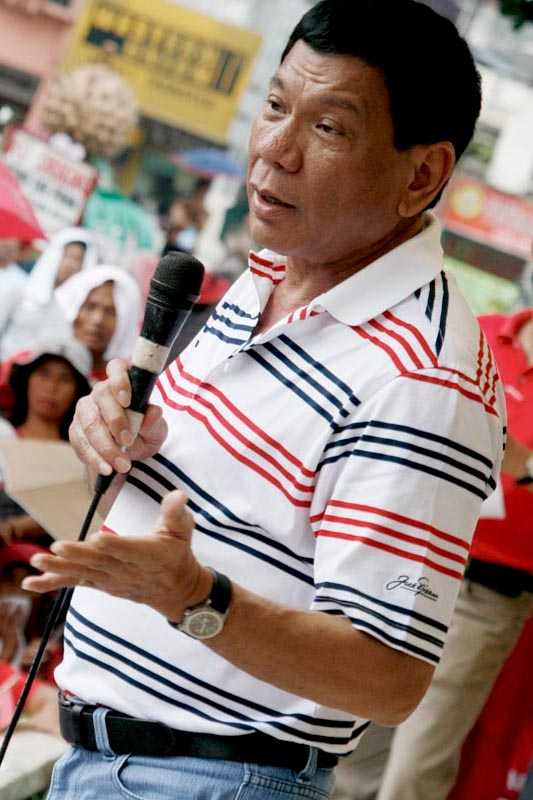
Ehemaliger Bürgermeister Rodrigo Duterte auf einer Kundgebung

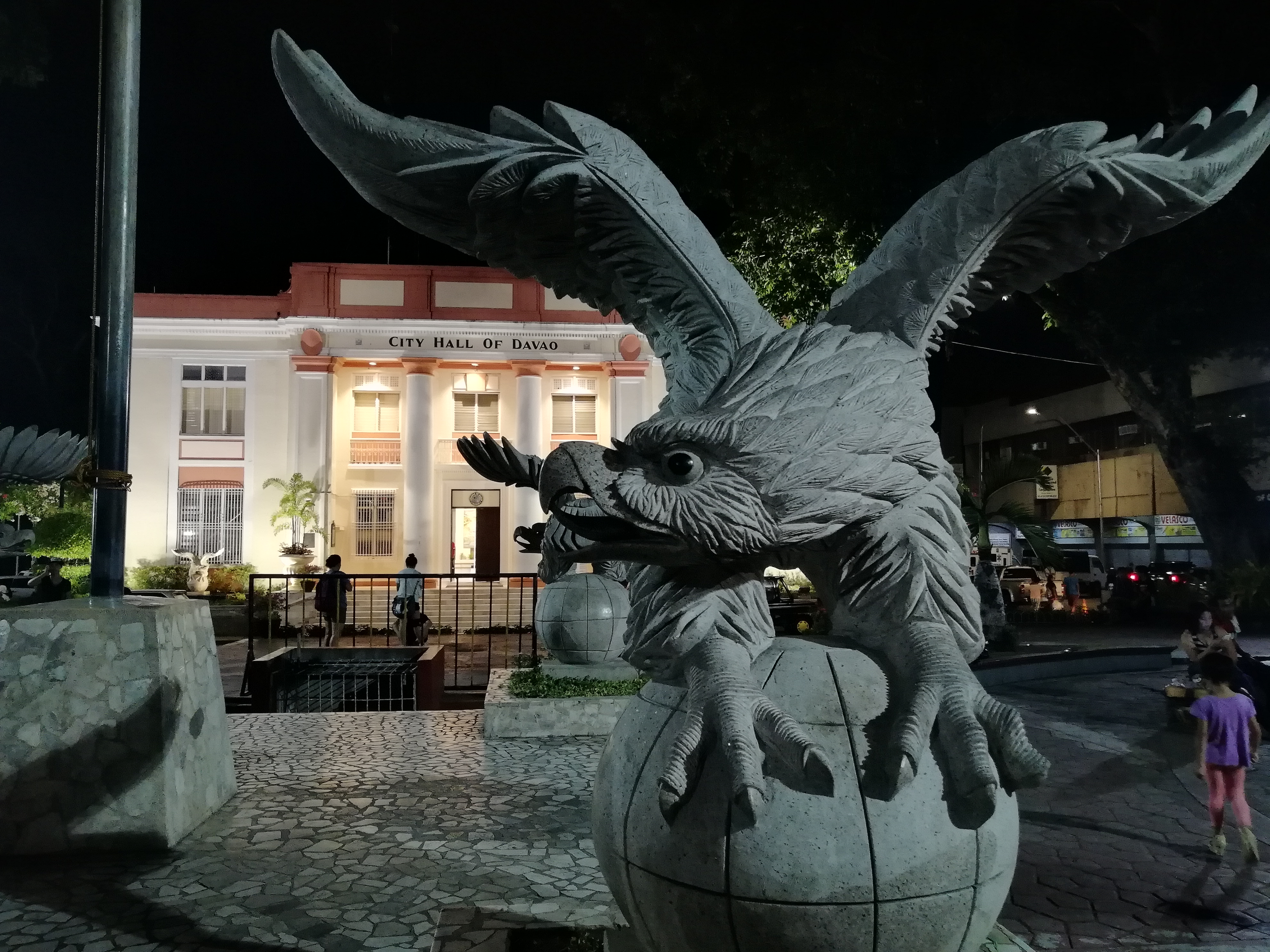
Rathaus von Davao und Skulptur im davorliegenden Quezon Park

Der Stadtrat von Davao hat nach dem Kommunalrecht (Local Government Code) von 1991 gewisse Autonomie in städtischen Angelegenheiten. Die Stadt ist in drei Kongressdistrikte aufgeteilt. Der erste Kongressdistrikt umfasst die untergeordneten Distrikte Poblacion (Stadtkern) und Talomo, der zweite Kongressdistrikt Agdao, Buhangin, Bunawan und Paquibato, sowie der dritte Kongressdistrikt Baguio, Calinan, Marilog, Toril und Tugbok.
Der Bürgermeister der Stadt wird alle drei Jahre gewählt, kann jedoch für höchstens drei aufeinanderfolgende Wahlperioden im Amt bleiben. Eine spätere Wiederwahl nach einer Amtsunterbrechnung ist allerdings möglich.
Bürgermeister von Davao City:
- Santiago Artiaga (1937–1938)
- Agustin Alvarez (1938–1940)
- Pantaleon Pelayo, Sr. (1940–1941)
- Alfonso Oboza Sr. (1941–1942)
- Juan Sarenas (1943–1944)
- Donato Endriga (1944–1945)
- Apolinario Cabigon (1946)
- Fundador Villafuerte (1946–1947)
- Leon Garcia (1947–1949)
- Bernardo Teves (1949–1953)
- Rodolfo Sarenas (1953–1954)
- Julian Rodriguez Sr. (1954–1955)
- Carmelo Porras (1956–1959, 1960–1963, 1964–1967)
- Elias Lopez (1968–1971, 1981–1986)
- Luis Santos (1972–1975, 1976–1981)
- Zafiro Respicio (1986–1986, 1986–1987)
- Jacinto Rubillar (1987–1988)
- Rodrigo Duterte (1988–1998, 2001–2010, 2013–2016)
- Dominador B. Zuño Jr. (1990–1991 während einer dreimonatigen Amtsfreistellung Rodrigo Dutertes)
- Benjamin de Guzman (1998–2001)
- Sara Duterte-Carpio (2010–2013, 2016 bis heute)

### Städtepartnerschaften
Davao City unterhält mit folgenden Städten Partnerschaften:
| - Taiwan: Keelung - Palau: Koror - Indonesien: Manado - Philippinen: Manila | - Volksrepublik China: Nanning - Vereinigte Staaten: Tacoma - Philippinen: San Juan City - Philippinen: Marikina City |

## Kultur und Sehenswürdigkeiten

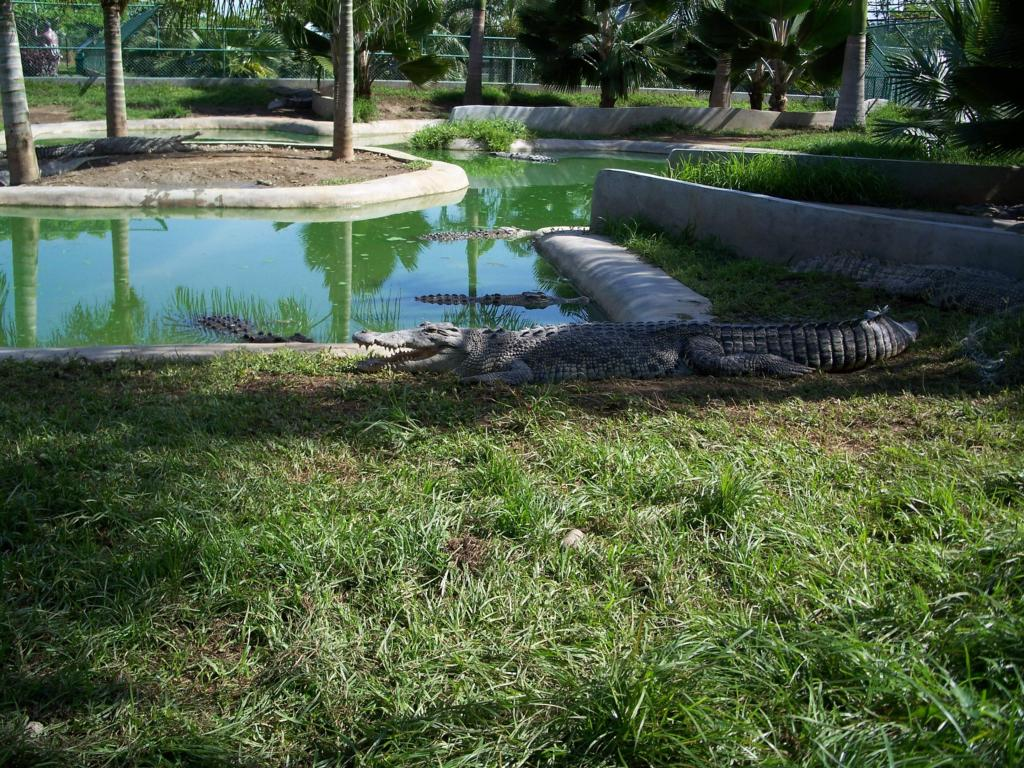
Davao Crocodile Park

Die Verwendung von Feuerwerkskörpern und gleichartiger Pyrotechnik genauso wie das Rauchen sind in weiten Teilen der Stadt verboten. Eine Verletzung kann mit Geldbußen, der Verrichtung gemeinnütziger Arbeit, Gefängnisstrafen oder einer Kombination aus allen drei Möglichkeiten geahndet werden.
Die Stadt bietet Sehenswürdigkeiten, wie etwa den Eden Nature Park mit dem angrenzenden Mt. Apo Nationalpark, das Malagos Garden Resort und Philippine Eagle Center, den Davao Crocodile Park, das GAP Farming Orchard Resort oder etwa auch die der Stadt im Golf von Davao vorgelagerte Inselstadt Samal mit zahlreichen Strandresorts.
- Das Schlachtdenkmal – ein historisches Denkmal, das an die längste Schlacht zwischen amerikanischen und japanischen Truppen in Mintal im Distrikt Tugbok erinnert
- Das Camp Domingo Leonor–Quartier der spanischen und später der amerikanischen Armee bis 1920 (San Pedro St.)
- Die Stadthalle, das ehemalige Rathaus bis 1926 (San Pedro St.)
- Das Davao-Museum in Insular Village I, Lanang
- Das sozialhistorische Museum von Davao
- Der Eden-Naturpark
- Das Fort of Datu Bago – Ein Teil der Bastion des muslimischen Helden Datu Bago, der über das Land am Tagloc-Fluss herrschte, der alte Name des Davao-Flusses
- Die Furukawa-Plantage in Toril
- Das Japanische Museum in Calinan
- Das Japanische Friedensdenkmal in Mintal
- Der Japanische Tunnel – Ein Restaurant mit freiem Zugang durch einen Tunnel aus der Zeit der japanischen Revolution
- Der Lon Wa, ein buddhistischer Tempel – der größte buddhistische Tempel in Mindanao im Barangay R. Cabaguio Ave
- Das Malagos Garden Resort im Herzen der Stadt
- Der Mindanao-taoistische Tempel in der J.P. Cabaguio Ave.
- Das Monument für Frieden und Einheit in San Pedro St.
- Die alten japanischen Häuser in Mintal, im Tugbok- und Toril-Distrikt
- Der Osmeña Park in San Pedro St.
- Der Ottha Kyosaburu-Gedenkschrein bei der Mintal-Grundschule
- Die Anlegestelle von Uyanguren, dem späteren Gouverneur von Davao (Rodriguez Park, Quezon Blvd.)
- Die San-Pedro-Kathedrale – Eine der ältesten Kirchen in Mindanao. Die originale Struktur wurde 1847 zu Ehren von St. Petro erbaut, dem Stadtpatron. Der älteste Altar ist im rechten Flügel der Kathedrale zu bewundern.
- Der Strand Talomo im Talomo-Distrikt
- Das Philippine Eagle Center, Heimat des philippinischen Nationalvogels, der Affenadler (früher auch als affenfressender Adler bezeichnet). Er ist als einer der größten Adler (Spannweite) der Welt bekannt.
- Das Paradise Island Park and Beach Resort (Samal Island)
- Pearl Farm Beach Resort auf Samal Island
- Deca Wakeboarding in Mintal (künstlich angelegte Wakeboard Anlage)
- Crocodile Park in Davao City
- Batcaves Samal Island (eine der weltgrößten Kolonien von Fledermäusen)
- Hagimit Falls Samal Island (mehrere kleine Wasserfälle)
- Talikud Island (Coral Garden – Mehrere Korallenarten)
- Der People's Park im Herzen der Stadt (Poblacion), welcher im Dezember 2007 auf dem Gelände einer ehemaligen Sportanlage eröffnet wurde

## Wirtschaft und Infrastruktur

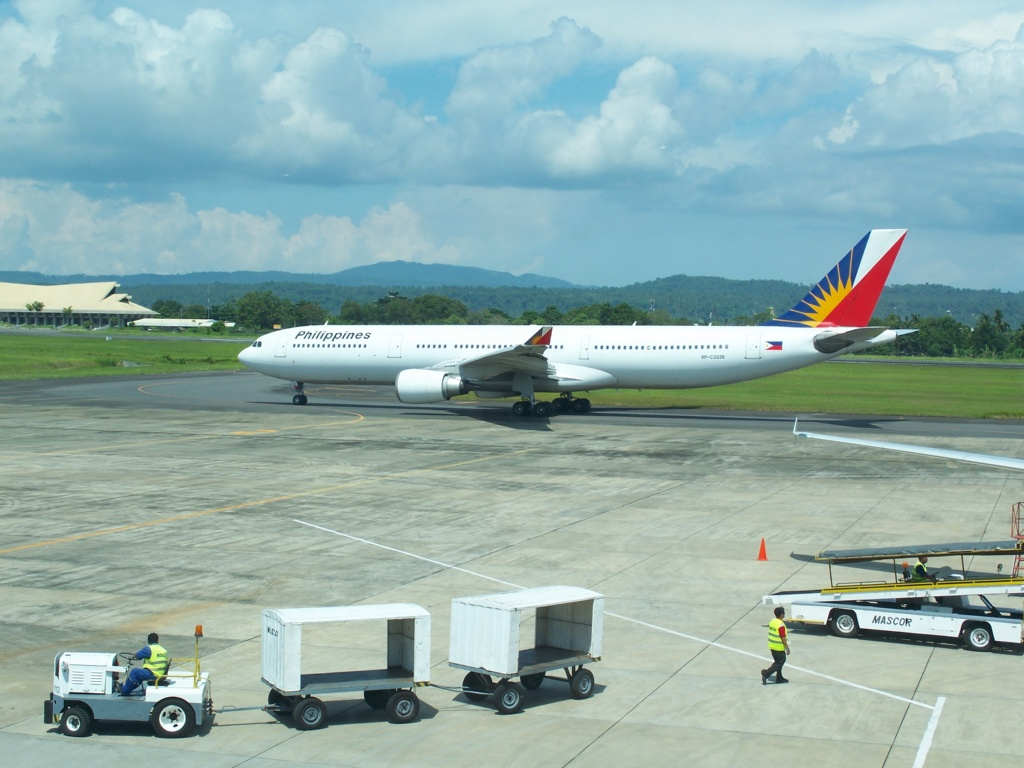
Airbus A330-301 der PAL auf dem Flughafen von Davao City

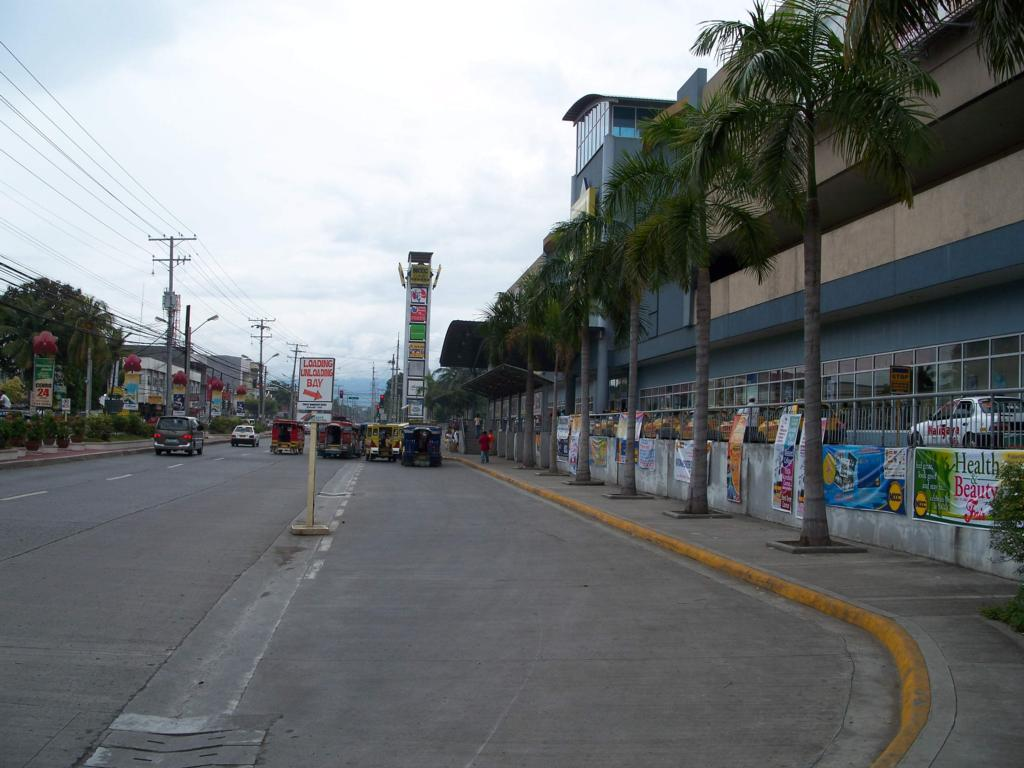
NCCC Mall Maa, MacArthur Highway vor dem Brand im Dezember 2017

Die Landwirtschaft ist der größte Wirtschaftsfaktor der Stadt. Große Flächen des Stadtgebietes werden von Plantagen eingenommen, auf denen hauptsächlich Bananen, Ananas, Kaffee und Kokosnüsse angebaut werden. Davao City wird zudem auch Home of Durian genannt, also als Heimat der Durian(frucht) bezeichnet. Aber auch Business Process Outsourcing (BPO) spielt eine immer größere Rolle und mit derzeit 45.000 bis 50.000 Arbeitsplätzen im BPO-Sektor gilt Davao City als eines der bedeutenden BPO-Zentren der Philippinen.
Die Stadt verfügt über einen internationalen Flughafen mit internationaler Anbindung nach Singapur und Kuala Lumpur sowie täglichen Inlandsverbindungen, unter anderem nach Cebu und Manila. Zudem hat die Stadt mit der Sasa Wharf einen regional bedeutenden Containerhafen. Für den Personenverkehr spielt auch das Ecoland Busterminal eine bedeutende Rolle mit regelmäßigen Linienverbindungen nach ganz Mindanao und gar bis ins ferne Manila.
Aufgrund der angespannten Sicherheitslage durch islamistische (u. a. MILF, Abu Sajaf) und kommunistische Guerillagruppierungen (u. a. die New People’s Army) in Mindanao hat die Tourismusbranche in Davao einen schweren Stand. Im Stadtbereich von Davao City wurden deshalb verstärkt Anstrengungen unternommen, die Sicherheitslage zu verbessern. Insbesondere der Flughafen, aber auch andere stark frequentierte öffentliche Bereiche wie etwa Shopping Malls sind seitdem von strengen Sicherheitskontrollen geprägt; auch fällt eine allgemein hohe Präsenz von Polizei, Militär und Wachpersonal im Stadtalltag auf. Dennoch kam es seit dem Jahr 2000 zu 6 Bombenanschlägen im Stadtgebiet. So explodierte etwa am 4. März 2003 eine Bombe im Wartebereich vor dem alten Terminalgebäude des Flughafens. Dabei starben 21 Menschen und 145 weitere wurden bei der Explosion verletzt. Der bis dato jüngste Anschlag ereignete sich am 2. September 2016, als auf dem belebten Roxas Nachtmarkt eine Bombe explodierte, wobei 15 Menschen starben und mehr als 60 weitere verletzt wurden.
Am 23. Dezember 2017 kam es nach einem elektrischen Kurzschluss zu einem Großbrand in der NCCC Mall im Stadtteil Maa, bei dem 38 Menschen ums Leben kamen. Die Mall wurde dabei so stark beschädigt, dass sie danach geschlossen blieb und mittlerweile abgerissen wurde. An selber Stelle entsteht derzeit eine neue Mall von NCCC, welche voraussichtlich 2024 fertiggestellt wird.

### Medien
Die älteste Zeitung der Stadt ist die 1946 erschienene Mindanao Times. Weitere täglich herausgegebene Zeitungen sind beispielsweise Sun Star Davao und Mindanao Daily Mirror (seit 1950). Wöchentlich erscheinen die Mindanao Post oder die Metropolitan Gazette. Auch die in der Hauptstadtregion ansässige Tageszeitung Philippine Daily Inquirer betreibt ein Druckhaus in Davao.

### Hochschulen
- University of Mindanao
- Ateneo de Davao University
- University of Southeastern Philippines

## Ausländische Stellen
Der Einfluss ausländischer Besucher und die Präsenz von Expatriates und Einwanderern hat die Regierungen von Japan, Malaysia, Indonesien und den Vereinigten Staaten dazu bewogen, jeweils ein eigenes Konsulat in der Stadt einzurichten.
Die US-Botschaft der Philippinen eröffnete zudem in der Stadt ein virtuelles Konsulat für die Bearbeitung von Versicherungsfällen in Zusammenhang mit VISA-Karten, auswärtigen Angelegenheiten und für Reiseinformationen zu den Vereinigten Staaten, die über das Internet mit E-Mail und Chat angefragt und bearbeitet werden können. Die Website wird von der Davao University gewartet.

## Söhne und Töchter der Stadt
- Alfredo Hua-Sing Ang (1930–2024), Bauingenieur
- Prospero Nograles (1947–2019), Politiker und Professor der Rechtswissenschaften
- Guillermo Dela Vega Afable (* 1951), römisch-katholischer Geistlicher, Bischof von Digos
- Julius Sullan Tonel (* 1956), römisch-katholischer Geistlicher, Erzbischof von Zamboanga
- Abel Apigo (* 1968), römisch-katholischer Geistlicher, Bischof von Mati
- Napoleon Sipalay (* 1970), römisch-katholischer Ordensgeistlicher, Bischof von Alaminos
- Christopher Go (* 1974), Politiker
- Sara Duterte (* 1976), Rechtsanwältin und Politikerin
- Lee Van Corteza (* 1979), Poolbillardspieler
- Sheila Mae Pérez (* 1985), Wasserspringerin